# 예일타운-라운드하우스역

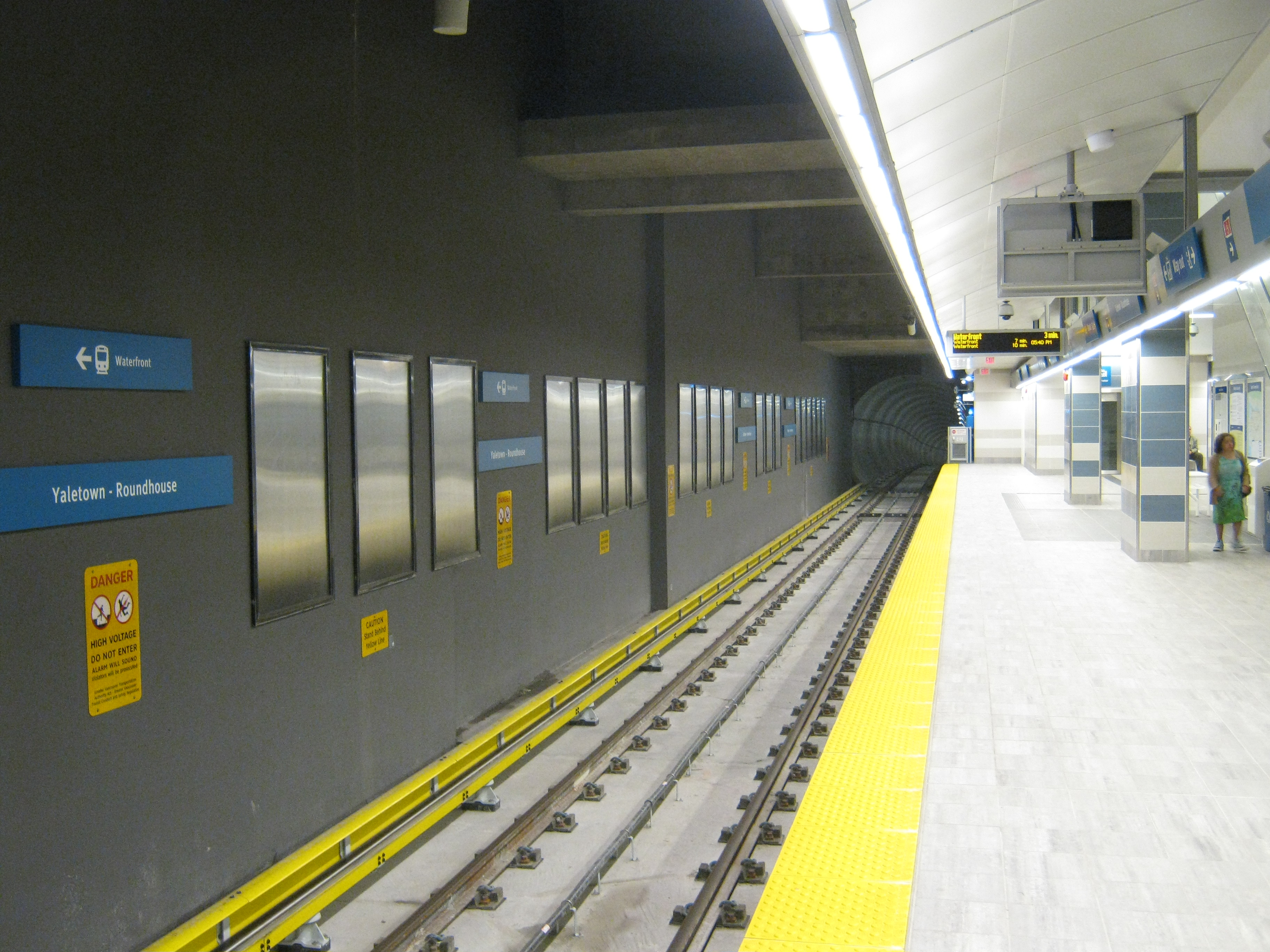
워터프런트행 승강장

예일타운-라운드하우스(영어: Yaletown–Roundhouse)역은 캐나다 메트로 밴쿠버 스카이트레인의 역이다. 이 역은 퍼시픽 대로(Pacific Boulevard)에서 북서쪽으로 약 80 m 떨어진 매인랜드가의 데이비가에 위치해 있으며, 캐나다 밴쿠버에 있는 예일타운과 다운타운 밴쿠버의 주택가 및 상점을 연결한다.

## 역사
예일타운-라운드하우스역은 2009년에 개장했으며, 역명은 이 역이 위치한 인근 지역의 철도 라운드하우스에서 유래되었으며, 현재는 커뮤니티 센터 역할을 하고 있다. VIA 아키텍처(VIA Architecture)는 역설계를 담당하는 건축회사였다.
2018년, 트랜스링크는 예일타운-라운드하우스역과 다운타운 밴쿠버에 위치한 다른 2개의 캐나다선의 역에도 추가 에스컬레이터 등의 시설을 추가할 것이라고 발표했으며, 2019년 1월 28일에 착공하여 7월에 완공하였다.

## 역 정보

### 역 구조
| S | 거리층                          | 출구                                                                |
| C | 대합실                          | 컴파스 자동발매기, 개집표기                                         |
| T | 1번 승강장 내행                 | ← ■ 캐나다선 워터프런트 방면 (밴쿠버 시티센터)                      |
| T | 섬식 승강장, 왼쪽 출입문이 열림 |                                                                     |
| T | 2번 승강장 외행                 | ■ 캐나다선 리치먼드-브리그하우스 및 YVR-공항 방면 (올림픽 빌리지) → |

### 출구
예일타운-라운드하우스역은 데이비가(Davie Street)와 메인랜드가(Mainland Street)의 북동쪽 모퉁이에 위치하며 단일 출구를 가지고 있다.

### 연결 교통
예일타운-라운드하우스역 인근의 버스 노선은 아래와 같다.:
| Bay | 위치             | 경로                                     |
| --- | ---------------- | ---------------------------------------- |
| 1   | 데이비가 서행    | 6 Davie(데이비)                          |
| 2   | 데이비가 동행    | 6 Downtown(다운타운)                     |
| 3   | 퍼시픽 대로 서행 | 23 Beach(비치)                           |
| 4   | 퍼시픽 대로 동행 | 23 Main Street Station(메인 스트리트 역) |